# Mecloretamina
La mecloretamina, nota anche come chlormethinum, clormetina,  mustina o HN2, è una mostarda azotata venduta, tra gli altri, con il marchio Mustargen. Il composto è uno delle cosiddette mostarde azotate o azotipriti, agenti chemioterapici citotossici) che derivano dall'iprite dopo modificazione molecolare (sostituzione dello zolfo con l'azoto).
Chiamata anche con l'acronimo HN2, è stata usata sotto forma di sale cloridrato insieme alla 6-mercaptopurina come antineoplastico, in particolare nel linfoma di Hodgkin diffuso. Il composto è infatti il prototipo e capostipite degli agenti alchilanti, un gruppo di farmaci chemioterapici antitumorali

## Storia
Mecloretamina deriva dall'iprite, un gas impiegato per la prima volta nella guerra chimica, nella località di Ipres in Belgio, nel corso della prima guerra mondiale. L'iprite fu sintetizzata per la prima volta nel 1854 proprio per usi di tipo bellico.
Mecloretamina è un analogo a base di azoto del gas mostarda (a sua volta a base di zolfo), ed è stato derivato dalle ricerche sulla guerra chimica. Alcune sperimentazioni cliniche segrete iniziarono nel dicembre 1942 per valutare l'efficacia dell'agente contro la malattia di Hodgkin e molti altri linfomi e leucemie che colpiscono l'uomo.
A causa delle restrizioni imposte dal segreto di stato in tempo di guerra, i risultati di questi studi furono resi pubblici solo a partire dal 1946. A partire dal 1948 in letteratura medica apparvero i risultati delle prime esperienze cliniche con queste sostanze.

## Usi
Il composto è stato impiegato prima di tutto nella guerra chimica (nome in codice HN2) come gas mostarda azotata, essendo un potente vescicante, cioè un composto in grado di formare acidi che danneggiano la pelle e l'apparato respiratorio, determinando ustioni e gravi problemi respiratori. A seguito della scoperta degli effetti prodotti dall'iprite sul corpo umano è stato impiegato come agente alchilante (farmaco antineoplastico) di cui può essere considerato il progenitrice. Dalla mecloretamina è stata derivata l'estramustina un analogo estrogenico, usato per il trattamento del cancro alla prostata. Il farmaco è stato utilizzato nel trattamento palliativo della malattia di Hodgkin, di molti sarcomi, della leucemia mieloide cronica o linfocitica cronica, della policitemia vera, della micosi fungoide e del carcinoma broncogeno. È stato anche utilizzato per il trattamento palliativo del carcinoma metastatico associato a versamento.
L'uso clinico della molecola è stato completamente abbandonato alla fine degli anni '80, lasciando il posto a farmaci citotossici più efficaci (quali ad esempio il clorambucile ed il melfalan).
Mecloretamina è stata ripresa nell'utilizzo clinico solo nella terapia di associazione, sempre per il linfoma di Hodgkin, ed è tuttora impiegata in casi molto rari e particolari.

## Meccanismo d'azione
La sua azione risulta essere molto potente.
Mecloretamina infatti è uno dei pochi farmaci in grado di legarsi covalentamente al DNA genomico, determinando un legame a ponte tra le due catene, impedendo così la duplicazione dell'informazione genetica e quindi la duplicazione delle cellule. Il composto ha come punto d'azione l'azoto N7 della molecola della base guanina dell'acido desossiribonuscleico(DNA).
Mecloretamina è un alchilante non selettivo del DNA in quanto è stato dimostrato che può reagire anche con altre molecole, tra cui diversi metaboliti e perfino molecole d'acqua. La tossicità e la pericolosità della molecola deriva proprio da questa sua tendenza a reagire chimicamente con tutte le sostanze chimiche sufficientemente nucleofile con le quali entra in contatto, incluso, come detto, DNA, RNA e proteine varie.
Di essa è necessaria molta cautela e attenzione nelle applicazioni per lo più in situ.